# Kalvahagen
Kalvahagen är ett kommunalt naturreservat i Åstorps kommun i Skåne län.
Området är naturskyddat sedan 2017 och är 21 hektar stort. Reservatet ligger nära Åstorp och består främst av bokskog och öppen hagmark. Mot söder finns lövskog och en mindre damm. Bokskogen, med sina grova träd, anses särskilt värdefull och ger både mat och boplats åt många skalbaggar. I  Fårahagen med blommande buskar, vidkroniga träd och öppen betesmark, trivs både fåglar och insekter. 
Vid en inventering år 2014 identifierades 30 fågelarter, 27 arter av träd och buskar, 49 kärlväxtarter och 51 insektsarter varav 11 rödlistade. Bland dessa  märks hämpling, alm, ask, gråbandad trägnagare och svartbrun brunbagge.
I anslutning till naturreservatet finns ett arboretum.

## Bilder

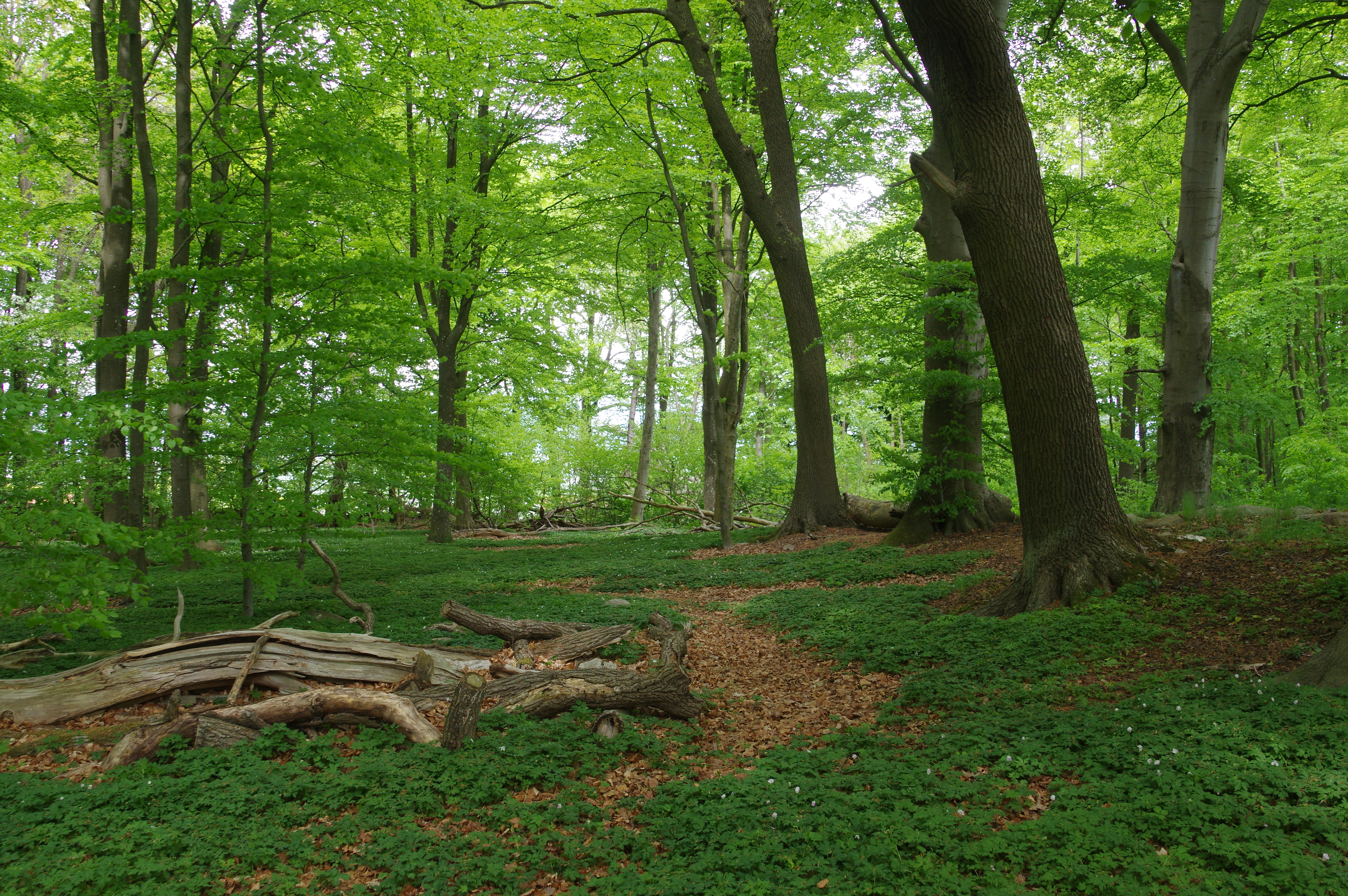
Bokskogen.
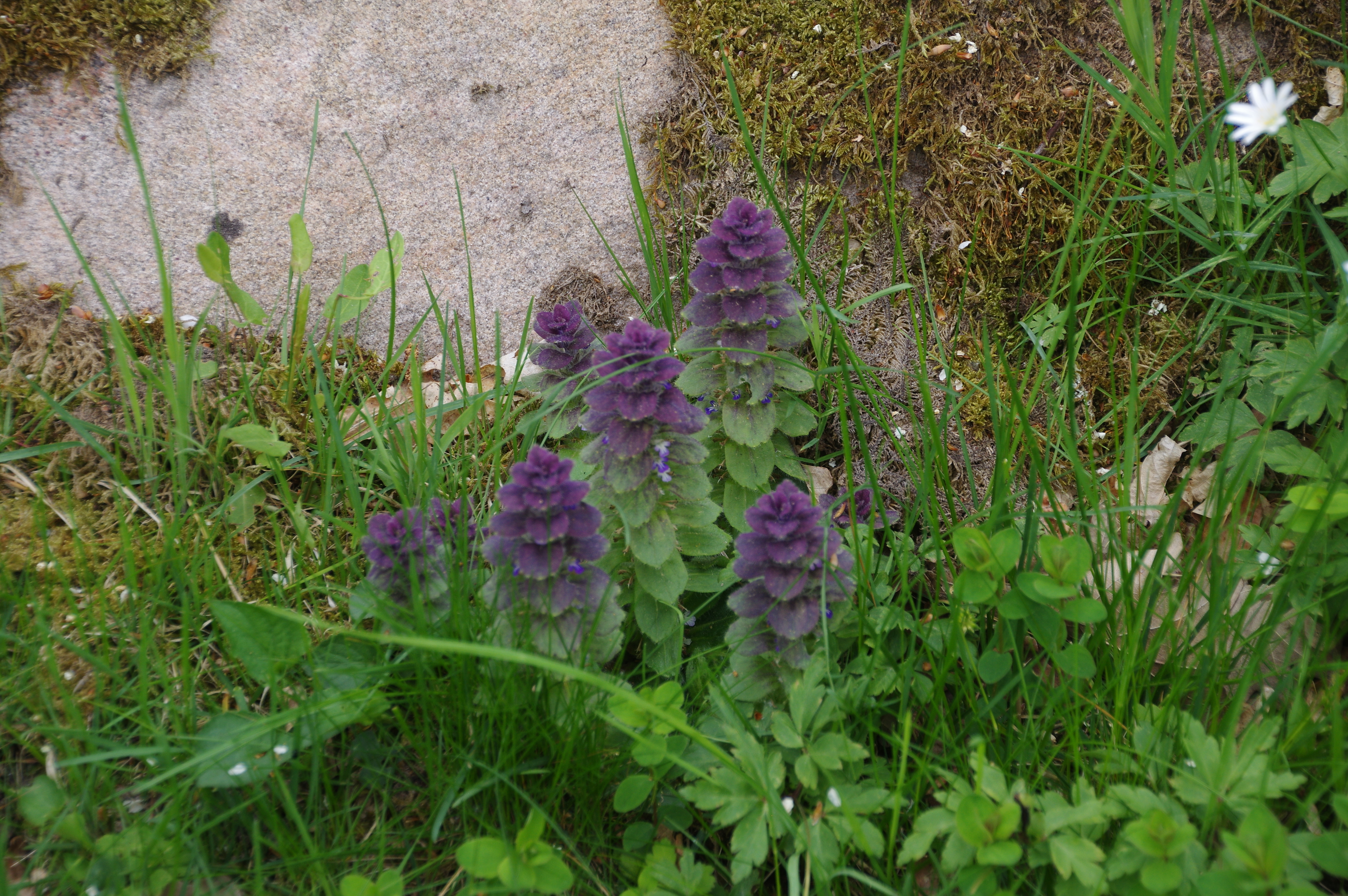
Växter i beteshagen.